# 菲利普·莫里森
菲利普·莫里森（Philip Morrison，1915年11月7日—2005年4月22日）是麻省理工学院的物理学教授。他曾在第二次世界大战期间参与曼哈顿计划，后来又從事量子力学、原子核物理学、高能天体物理学和搜寻地外文明计划方面的研究。
莫里森四岁时患上了脊髓灰質炎，由于患有脊髓灰質炎，莫里森直到三年级時才开始上学。莫里森毕业于卡内基·梅隆大学，他对物理学有濃厚兴趣。他後來前往加利福尼亞大學柏克萊分校研究物理学，並且师从罗伯特·奥本海默。 1940年，莫里森在罗伯特·奥本海默的指导下获得理论物理学博士学位。 他还加入了美國共產黨。在第二次世界大战期间，他加入了芝加哥大学冶金实验室並參與曼哈顿计划，他与尤金·维格纳一起从事核反应堆设计工作。
1944年，他搬到位于新墨西哥州的洛斯阿拉莫斯实验室，他与乔治·基斯佳科夫斯基合作开发了爆炸透镜。莫里森将三位一體的弹芯放在一辆道奇汽车的后座上，然後把它运到核試驗现场。他還是阿尔伯塔计划核弹装载团队的負責人，他协助将原子弹装载到飞机上，然後載有核彈的飛機前往广岛和长崎丟下原子弹（廣島與長崎原子彈爆炸）。战争结束后，他前往广岛评估原子彈造成的损害。
战后他反對核武器擴散。他为《原子科学家公报》撰稿，并協助创办了美國科學家聯盟和国防和裁军研究所。20世纪50年代，他是为数不多的保留教職并积极参与学术活動的前美國共產黨黨員，但他的研究方向从核物理转向了天体物理学。他发表了关于宇宙線的论文，他1958年發表的一篇论文被外界視為伽馬射線天文學诞生的標誌。他还參與编写大众科学书籍、文章而且還會出现在电视节目中。